# Thomas J. Kelly
Thomas J. Kelly est un chercheur américain spécialiste des mécanismes moléculaires de la réplication de l'ADN. Kelly est directeur du Sloan-Kettering Institute, et titulaire de la chaire Benno C. Schmidt.

## Carrière
Kelly obtient un Ph. D. en biophysique en 1968 et un doctorat en médecine en 1969. Il est boursier postdoctoral sous la supervision Hamilton O. Smith à la faculté de médecine de l'Université Johns-Hopkins en 1969-70; il y détermine les séquences d'ADN reconnues par les enzymes de restriction de type II ; ils sont  devenus ensuite des outils majeurs dans la recherche sur l'ADN recombinant. En 1970, il rejoint le National Institutes of Health et mène des recherches sur les virus à ADN, l'adénovirus et le SV40.
Il devient professeur au département de microbiologie de la faculté de médecine de l'Université Johns-Hopkins en 1972, où commencé à exploiter les virus comme modèles des mécanismes de réplication de l'ADN dans les cellules humaines.
Avant de rejoindre l'institut Sloan-Kettering en 2002, Kelly est professeur et directeur du département de biologie moléculaire et de génétique à la faculté de médecine de l'université Johns Hopkins et directeur fondateur de l'institut Johns Hopkins pour les sciences biomédicales fondamentales,
.
Depuis 2002, Kelly est directeur du Sloan-Kettering Institute.
Kelly a également dirigé la création de la Gerstner Sloan-Kettering Graduate School of Biomedical Sciences qui propose un nouveau programme d'études en biologie fondamentale et translationnelle du cancer menant au doctorat,.

## Travaux de recherche
Kelly est l'un des pionniers dans l'étude de la réplication de l'ADN des cellules eucaryotes en utilisant des virus à ADN comme systèmes modèles. Lui et son laboratoire ont développé les premiers systèmes non cellulaires d'étude de la biochimie de la réplication de l'ADN dans les cellules humaines, permettant ainsi  l'identification et la caractérisation fonctionnelle des composants de réplication humaine.
Ils ont développé les premiers systèmes de réplication d'ADN non cellulaire capables de dupliquer les génomes complets de l'adénovirus et du SV40. L'analyse biochimique du SV40 a permis d'identifier et de caractériser fonctionnellement les protéines et enzymes qui réalisent la duplication de l'ADN chromosomique dans les cellules humaines. Kelly et ses collègues ont ensuite étudié  le mécanisme qui la contrôle la réplication de l'ADN,,.

## Sociétés professionnelles
- Membre de l'Académie nationale de médecine [2]
- Membre de l'Académie nationale des sciences[2]
- Membre de la Société américaine de philosophie[2]
- Fellow de l'Académie américaine des arts et des sciences [2]
- Fellow de l'Association américaine pour l'avancement des sciences[20]
- Fellow de la Société américaine de microbiologie[7].
- Membre de la Johns Hopkins Society of Scholars[21]

## Prix et distinctions
- 2010 : Prix Louisa-Gross-Horwitz de l'Université Columbia[22],[23],[24].

- 2004 : Prix Alfred P. Sloan, Jr. de la Fondation General Motors pour la recherche sur le cancer[25],[26].